# Nesidiochernes
Nesidiochernes es un género de arácnido  del orden Pseudoscorpionida de la familia Chernetidae.

## Especies
Las especies de este género son:
- Nesidiochernes australicus
- Nesidiochernes caledonicus
- Nesidiochernes carolinensis
- Nesidiochernes insociabilis
- Nesidiochernes kuscheli
- Nesidiochernes maculatus
- Nesidiochernes novaeguineae
- Nesidiochernes palauensis
- Nesidiochernes plurisetosus
- Nesidiochernes robustus
- Nesidiochernes scutulatus
- Nesidiochernes slateri
- Nesidiochernes tumidimanus
- Nesidiochernes zealandicus